# Talpa TV (bedrijf)
Talpa TV is de televisietak van het Nederlands omroepbedrijf Talpa Network en komt voort uit de Nederlandse tak van het voormalige SBS Broadcasting SARL, een van oorsprong Scandinavisch-Luxemburgs bedrijf. Sinds september 2020 is Talpa TV met Talpa Radio geïntegreerd, waardoor de aparte rechtspersoon - het voormalige SBS Broadcasting BV - is komen te vervallen.

## Activiteiten
Sinds 19 juli 2017 is het bedrijf in handen van het mediabedrijf Talpa Network van John de Mol en bestaat uit de volgende onderdelen:
- SBS6
- Veronica
- NET5
- SBS9
- Viaplay TV
- KIJK (video-on-demand platform)

## Voormalig SBS Broadcasting B.V.
Talpa TV komt voort uit het huidige SBS Broadcasting B.V. dat weer voorkomt uit de voormalige SBS Broadcasting Group.
Tot 19 juli 2017 waren ook deze bedrijven onderdeel van SBS Broadcasting BV
- Veronica Uitgeverij BV (uitgever van de tv-gidsen Veronica Magazine en TotaalTV, voorheen TVSatellite, is sindsdien geïntegreerd in Sanoma)
- Veronica Digitaal / SBS Digitaal (internet)
- Veronica Litho (afgestoten en failliet gegaan)

## Geschiedenis
SBS Broadcasting werd in 1989 opgericht door de Amerikaanse filmproducent Harry Evans Sloan als TV1. In 1991 werd de naam veranderd in SBS Broadcasting SA. SBS staat voor "Scandinavian Broadcasting System", waardoor de naam "SBS Broadcasting" een pleonasme is. Belangrijke concurrenten waren de eveneens in Luxemburg gevestigde RTL Group SA, de Franse mediagroep TF1 en de Italiaanse mediagroep Mediaset SpA van Silvio Berlusconi's Fininvest alsmede in mindere mate de Franse Canal+ Group (van Vivendi SA)
In 2003 werkten er 2000 mensen bij SBS Broadcasting SARL. In 2004 realiseerde het bedrijf een omzet van € 678,3 miljoen. Op 22 augustus 2005 werd bekendgemaakt dat SBS Broadcasting SA een overeenkomst heeft gesloten met Permira en Kohlberg Kravis Roberts (KKR), om overgenomen te worden voor circa € 2,1 miljard. De overname werd eind 2005 voltooid waarbij de eigendommen van SBS Broadcasting SA overgingen in SBS Broadcasting SARL en SBS Broadcasting SA werd omgedoopt in TVSL SA om de verkoop aan de aandeelhouders uit te betalen. SBS Broadcasting SARL was begin 2007 in handen van KKR (37%), Permira (37%), Telegraaf Media Groep NV (20%) en het management (6%). Patrick Tillieux 'acting' CEO, Jurgen van Schwerin CFO. Lord Clive Hollick was voorzitter van de Raad van Commissarissen.
Op 27 juni 2007 werd bekend dat de Duitse groep ProSiebenSat.1 Media de volledige SBS Broadcasting Group overnam voor € 3,3 miljard. ProSiebenSat.1 Media wordt met de overname de op een na grootste tv-groep van Europa met 48 tv-stations.
Op 20 april 2011 werd bekendgemaakt dat Sanoma Media (67%) en Talpa Holding (33%) de Nederlandse tak van SBS overnemen. Op 29 juli 2011 is deze overname geëffectueerd. Sinds 1 februari 2012 verzorgt Sanoma ook de online reclame nadat het contract met Hi-Media is ontbonden. SBS België is ook overgenomen door een consortium waarin Sanoma een minderheidsbelang heeft.
Op 10 april 2017 werd bekend dat Talpa Holding de tv-zenders SBS6, Veronica, Net5 en SBS9 overneemt van Sanoma. Het mediabedrijf van John de Mol betaalt € 237 miljoen voor het belang van 67% van Sanoma in SBS Broadcasting. Talpa wil met de aankoop de positie van SBS op de Nederlandse markt verstevigen. Op zijn beurt krijgt Sanoma alle aandelen van Veronica Uitgeverij in handen, met onder andere Veronica Magazine en Totaal TV. Exact drie maanden later geeft de Autoriteit Consument & Markt (ACM) toestemming aan Talpa om SBS volledig in te lijven.
In de zomer van 2021 kondigden RTL Nederland en Talpa Network een fusie aan. RTL Nederland is eigenaar van onder meer RTL 4 en Videoland. De ACM is een diepgaand onderzoek gestart of deze fusie is toegestaan. Wordt toestemming zonder voorwaarden verleend dan komt het Nederlandse Talpa Network in handen van RTL Group. Talpa Network krijgt een belang van 30% in RTL Nederland. Talpa Entertainment Productions blijft buiten deze transactie evenals Fremantle (een bedrijfsonderdeel van RTL Group), die diverse programma's in Nederland maakt waaronder RTL Boulevard.

## Onderdelen van de voormalige SBS Broadcasting Group
De SBS Broadcasting Group bestond tot 2007 uit de volgende onderdelen:

### België
SBS Belgium NV (geen onderdeel of eigendom geworden van Talpa TV)
- VT4 (film-, serie- mannen-vrouwen zender)
- VIJFtv (televisie gericht op vrouwen)
- MEER (video on demand)

### Denemarken
- Kanal 4 (Denemarken)
- Kanal 5
- The Voice TV (muziek)
- C More / Canal+ (betaaltelevisie)
- The Voice Radio
- Radio 2

### Duitsland
- Sat.1 (algemene zender)
- ProSieben (zender gericht op jongeren en jonge volwassenen)
- Kabel Eins
- Welt (24-uurs nieuwszender)
- 9 Live (belspelzender)

### Hongarije
- TV2

### Nederland
- SBS6
- Net5
- Veronica
- SBS9

### Noorwegen
- TVNorge
- The Voice TV (muziek)
- C More / Canal+ (betaaltelevisie)
- The Voice Radio
- Radio 1

### Roemenië
- Prima TV (86%)
- Kiss TV (86%)
- Magic FM (86%)
- Kiss FM (86%)
- OneFM

### Bulgarije
- Ritmo (radio)
- Atlantic (radio)
- Vitosha (radio)
- Veselina (radio)
- Radio Express (radio)

### Zweden
- Kanal 5
- The Voice TV (muziek)
- ONE
- C More / Canal+ (betaaltelevisie)
- The Voice Radio
- Mix Megapol (radio)
- Rock Klassiker (radio)
- Vinyl 107 (radio)
- Studio 107.5 (radio)

### Finland
- C More / Canal+ (betaaltelevisie)
- Radio City
- Uusi Kiss (radio)
- Iskelmä (radio)
- enkele lokale radiozenders

### Griekenland
- Lampsi FM (radio)

### Overige
- Broadcast Text International (BTI) (ondertitelingen)